# 1918 aux États-Unis
Pour des articles plus généraux, voir Chronologie des États-Unis et 1918.
Chronologie des États-Unis
- 1914
- 1915
- 1916
- 1917
- 1918
- 1919
- 1920
- 1921
- 1922

Cette page concerne des événements d'actualité qui se sont produits durant l'année 1918 du calendrier grégorien aux États-Unis.

## Gouvernement
- Président : Woodrow Wilson
- Vice-président : Thomas R. Marshall
- Chambre des représentants - Président

## Événements

### Janvier
- 8 janvier : message du Président Wilson sur l'état de l'Union exposant un contenu sous la forme de ce qui restera dans l'histoire sous le nom des quatorze points[1]
- 9 janvier : Bataille de Bear Valley

### Février
- 21 février : mort du dernier Conure de Caroline (Conuropsis carolinensis) au zoo de Cincinnati. L'espèce est officiellement éteinte.

### Mars
- 4 mars : un soldat du Camp Funston (en), au Kansas, tombe malade et contracte le premier cas confirmé de grippe espagnole aux États-Unis.

### Avril
- 8 avril : instauration du National War Labor Board (fin le 12 août 1919). Il arbitre de nombreux conflits entre le patronat et les syndicats.
- 10 avril : loi Webb-Pomerene. Les sociétés américaines désireuses d'investir à l'étranger sont dégagées des poursuites anti-trust.

### Mai
- 15 mai : mise en place d'un service aérien entre New York, Philadelphie et Washington.
- 16 mai[2] : loi amendant l'Espionage Act réprimant lourdement les menées séditieuses dirigées contre les États-Unis.
- 23 mai : premières victimes du « Tueur à la hache de la Nouvelle-Orléans (en) ». Durant 17 mois, des meurtres violents, principalement dirigés contre des commerçants italo-américains et leurs familles, ont lieu dans la ville et ses alentours. Le tueur en série n'a jamais été identifié.

### Juin
- 3 juin : Arrêt Hammer v. Dagenhart. Le « Keating-Owen Act (en) » de 1916 est déclaré inconstitutionnel par la Cour Suprême.
- 8 juin : Éclipse solaire du 8 juin 1918 (en)
- 16 juin : discours du dirigeant socialiste Eugene Debs. Il est arrêté et condamné à dix ans de prison pour « obstruction au recrutement et à l'enrôlement » dans les forces armées. Condamné de nouveau en appel en 1919 par la Cour suprême, il sera gracié en 1921.
- 22 juin : Accident ferroviaire du cirque Hammond (en) : 86 morts et 127 blessés.

### Juillet
- 9 juillet : Grande catastrophe ferroviaire à Nashville : collision frontale de deux trains de voyageurs du Nashville, Chattanooga and St. Louis Railway (NC & StL). Une centaine de morts et 171 blessés.

### Août
- 13 août : Opha May Johnson devient la première femme marine en rejoignant la réserve du Corps des Marines.
- 18 août : la compagnie des Grands Lacs lance un navire d'acier de 3 500 tonnes.
- 27 août : Bataille d'Ambos Nogales (en). Lors de la guerre de la frontière américano-mexicaine, les forces de l'armée américaine affrontent les Carrancistas mexicains à Nogales, en Arizona, dans la seule bataille de la Première Guerre mondiale qui se soit déroulée sur le sol américain.

### Septembre
- 12 - 13 septembre : Bataille de Saint-Mihiel : important engagement de la Première Guerre mondiale dans le département de la Meuse, qui fut le premier auquel participèrent les troupes américaines.

### Octobre
- 4 octobre : L'explosion de l'usine de chargement d'obus de la T. A. Gillespie Company dans le New Jersey tue plus de 100 personnes et détruit suffisamment de munitions pour approvisionner le front occidental pendant 6 mois[3].
- 12 octobre : Incendie de Cloquet dans le nord du Minnesota : 453 morts.

### Novembre
- 1er novembre : Accident de Malbone Street (en) : un accident ferroviaire dans le métro de New York provoque la mort d'une centaine de personnes et 250 blessés.
- 11 novembre : armistice et fin de la Première Guerre mondiale.

### Décembre
- 13 décembre : le Président Wilson débarque à Brest du cuirassé George Washington pour participer aux négociations de paix, premier Président américain en exercice à se rendre sur le continent européen.

### Non daté
- La Native American Church est officiellement fondée.

## Bilans et statistiques
- 5 % de la population est soumis à l'impôt sur le revenu (1 % en 1913).
- Hausse historique du déficit public à 9 milliards de dollars.
- 8 % du PIB est affecté au budget de la défense.
- Bilan de la Première Guerre mondiale :
  - 4,3 millions d'hommes mobilisés
  - 126 000 tués, 234 000 blessés
  - 33 milliards de dollars de dépenses militaires
  - Les emprunts décrétés par le gouvernement pour financer l'effort de guerre ont multiplié par 8 la dette de l'État, qui passe de 3,6 milliards à 27,4 milliards de dollars.

## Décès en 1918
- 2 février : John L. Sullivan, boxeur.
- 15 février : Vernon Castle, danseur de salon.
- 14 mars : Lucretia Garfield, Première dame des États-Unis en 1881.
- 27 mars : Henry Adams, romancier et historien.
- 1er mai : Grove Karl Gilbert, géologue.
- 5 mai : Bertha Palmer,  femme d'affaires et philanthrope.
- 14 mai : James Gordon Bennett junior, homme de presse.
- 27 mai : Frederick Trump, homme d'affaires.
- 4 juin : Charles W. Fairbanks, homme politique.
- 18 juin : Lizzie Halliday, tueuse en série.
- 27 juin : George Mary Searle, astronome.
- 28 juin : Albert Henry Munsell, peintre et professeur d'art.

#### Articles généraux
- États-Unis pendant la Première Guerre mondiale
- Histoire des États-Unis de 1918 à 1945